# Zastava Pitcairnovoga Otočja
Zastava Pitkairna je usvojena 2. travnja 1984. Zastava je tamnoplave boje, sa zastavom Velike Britanije u gornjem lijevom kutu, te s grbom Pitcairnovoga Otočja u sredini. Na grbu se nalazi sidro i Biblija, te viteška kaciga oko koje je lokalna biljka Portia.